# Udeme Ekpeyong
Udeme Ekpeyong, född den 28 mars 1973, är en nigeriansk före detta friidrottare som tävlade i kortdistanslöpning.
Ekpeyongs främsta merit är att han ingick i Nigerias stafettlag på 4 x 400 meter som blev bronsmedaljörer vid VM 1995 i Göteborg. Individuellt blev han fyra vid VM för juniorer 1992 på 400 meter. Han var i kvartsfinalen på 400 meter vid VM 1999 men hans tid på 46,40 räckte inte till vidare avancemang. 

## Personliga rekord
- 400 meter - 45,26 från 1994